# Borgerforening
En borgerforening er en forening i lighed med en beboerforening, men blot med medlemmer fra en hel landsby.
Det var oprindelig en sammenslutning af den bedre stillede, verdslige del af en købstads befolkning (jf. den hyppige betegnelse borger- og håndværkerforening), men er i dag hyppigere anvendt om en sammenslutning af en landsbys indbyggere med henblik på at repræsentere disse over for myndighederne og stå for lokale sociale aktiviteter og traditioner.
Der er formentlig en tendens til, at ordet beboerforening hyppigst anvendes om foreninger dækkende bestemte kvarterer i byer, mens ordet borgerforening anvendes på landet. Der ses dog adskillige undtagelser fra denne regel.
| Forening eller organisation | Spire Denne artikel om en forening eller organisation er en spire som bør udbygges. Du er velkommen til at hjælpe Wikipedia ved at udvide den. |